# 瓦莫绍焦
瓦莫绍焦，是匈牙利索博尔奇-索特马尔-贝拉格州所辖的一个村。总面积24.29平方公里，总人口546，人口密度22.5人/平方公里（2011年1月1日）。